# 기저막
기저막(基底膜, 영어: basement membrane) 또는 바닥막은 얇고 잘 휘어지는 판의 형태를 한 세포외기질로, 세포와 조직을 지지하고 복잡한 신호 전달이 발생하는 장소 역할을 한다. 기저막은 중피나 내피를 포함한 상피 조직과 아래쪽의 결합조직 사이에 위치한다.

## 구조
전자현미경으로 관찰할 수 있듯 기저막은 바닥판과 그물판(reticular lamina, 망상판)의 두 층으로 이루어져 있다. 기저막 아래에 놓인 결합조직은 콜라겐 VII 고정원섬유와 피브릴린 미세원섬유를 통해 기저막에 붙어 있다.
바닥판은 전자현미경으로 관찰했을 때의 모습에 따라 두 층으로 다시 나눌 수 있다. 상피에 가까운 쪽에 있으며 더 밝은 색깔을 가진 층은 투명판, 결합조직에 더 가깝고 짙은 색을 가진 층은 치밀판이라고 한다. 전자밀도가 더 높은 치밀판의 두께는 약 30 ~ 70 nm로, 그물처럼 생긴 콜라겐 IV 원섬유로 구성되어 있다. 원섬유들의 평균 직경은 30nm, 두께는 0.1 ~ 2 μm이며 헤파란황산이 풍부한 프로테오글리칸인 퍼레칸으로 코팅되어 있다. 콜라겐에 더해 기질에는 여러 내인성 거대분자들이 포함되어 있다. 투명판은 라미닌, 인테그린, 니도겐-1, 디스트로글리칸으로 이루어져 있다. 인테그린은 상피를 기저막에 고정시키는 반결합체(헤미데스모솜)의 핵심 구성 물질이다.
상술한 내용대로 기저막의 구조를 나타내면 다음과 같다.
- 상피/중피/내피 조직 (바깥쪽)
- 바닥막 (Basement membrane)
  - 바닥판 (Basal lamina)
    - 투명판
      - 라미닌
      - 인테그린 (반결합체)
      - 니도겐
      - 디스트로글리칸

    - 치밀판
      - 콜라겐 IV (헤파란황산이 풍부한 퍼레칸으로 코팅됨)

  - 기저판과 망상판 사이의 부착 단백질
    - 콜라겐 VII (부착원섬유)
    - 피브릴린 (미세원섬유)

  - 망상판
    - 콜라겐 III (망상섬유)
- 결합조직 (고유판)

## 기능
기저막의 주된 기능은 세포와 세포외기질을 부착시켜 상피를 아래쪽의 성긴결합조직(진피나 고유판)에 고정시키는 것이다. 이 과정은 기질부착분자(SAMs)를 통해 이루어진다.
기저막은 물리적인 방벽 역할을 하여 악성 세포가 더 깊은 조직들로 침범하는 것을 막는다. 악성 세포가 기저막에 의해 침범하지 못하여 상피층에만 존재하는 경우 제자리암(상피내암종)이라고 부른다.
또한 기저막은 혈관신생(새로운 혈관의 발생)에도 필수적이다. 기저막의 단백질은 내피세포의 분화를 촉진한다.
기저막의 주목할 만한 예시 중 하나는 콩팥의 사구체기저막이다. 사구체기저막은 사구체모세혈관 내피의 기저판과 발세포의 기저판이 융합되며 형성된다. 또 하나의 예시로는 폐포와 폐모세혈관 간의 기저막으로, 폐포의 바닥판과 폐모세혈관의 바닥판이 융합되어 형성된다. 폐의 기저막에서는 산소와 이산화탄소의 확산(기체교환)이 발생한다.
2017년에는 혈액의 여과나 근육의 항상성을 비롯한 기저막의 다른 역할들이 알려졌다. 줄기세포의 미세환경 역할을 하는 프락톤은 기저막의 일종일 수도 있다.

## 임상적 중요성
기저막이 제대로 기능하지 못할 때 질병이 생기기도 한다. 기저막 기능 이상의 원인에는 유전적 결함, 자기 자신의 면역계에 의한 손상, 그 외 다른 기전들이 있다. 기저막과 관련된 질병에는 다음과 같은 것들이 있다.
- 기저막의 콜라겐 섬유에 유전적 결함이 있는 경우에 발생하는 질병에는 알포트 증후군, 크노블로흐 증후군(영어판) 등이 있다.
- 기저막을 표적으로 하는 자가면역질환들이 존재한다. 자가면역질환인 굿파스처 증후군에서 발생하는 자가항체는 콜라겐 IV의 α3 사슬을 항원으로 한다.[13]
- 표피수포증은 기저막의 기능이 제대로 일어나지 않아 발생한다.[14]

조직병리학에서 기저막이 두꺼워진 경우에는 주로 전신 홍반성 루푸스나 피부근염을 시사하지만, 경화태선일 가능성도 있다.

## 같이 보기
- 바닥막 (해부학)
- 신경관#가로 단면

## 추가 자료
- Kefalides NA, Borel JP, 편집. (2005). 《Basement membranes: cell and molecular biology》. Gulf Professional Publishing. ISBN 978-0-12-153356-4.